# タバルア島
座標: 南緯17度51分28秒 東経177度12分06秒 / 南緯17.857702度 東経177.201791度

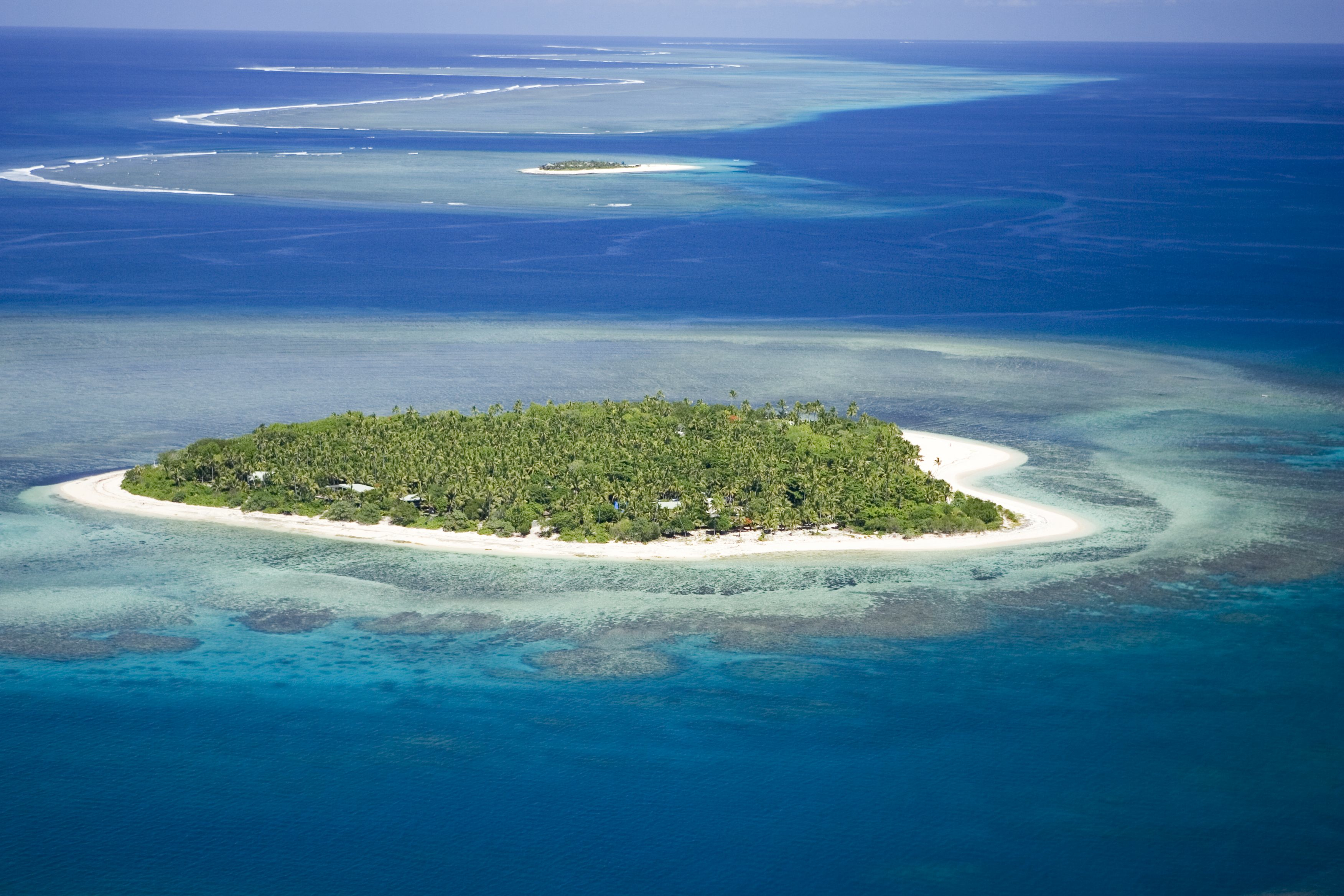
タバルア島

タバルア島（タバルアとう、Tavarua island）は、南太平洋フィジー共和国西部地域ナドロンガ・ナヴォサ州のママヌザ諸島に属する島。120,000m2（29エーカー）の面積を持つハートの形をした島で、珊瑚礁に囲まれている。フィジー最後の楽園と呼ばれるリゾート島で、フィジー本島のビティレブ島の近くにある。
タバルア島では、サーフィン、スポーツフィッシング、スキューバダイビング、シュノーケリング、シーカヤックなどが楽しまれている。レストランと2つのバーに加え、プール、温泉、トレーニング施設とテニスコートがある。
サーフィンにおいては、クラウドブレイク、レストランツ、タバルア・ライツ、スイミング・ポールズ、ナモツ・レフト、ウィルクス・パス、デスパレーションズの7つの波のブレークポイントが利用できる。このうちクラウドブレイクが著名で、1マイル沖合いの珊瑚礁の上で強力な波が発生する。サーフィンの初心者は「キディーランド」で目前の波でサーフィンを学びながら楽しむことができる。年に一度、島が主催するプロサーファーの競技会が開催され、インターネット上でも観戦することができる。

## ビッグウェーブサーフィン
サーファーのジェフ・ローリーは、2011年7月12日と13日にクラウドブレイクで発生したスーパースウェル（超大波）で際立っていた。各地におけるローリーのいくつかの派手なワイプアウトのひとつが、ビッグウェーブサーフの頂点である「2012年ビラボン・XXLビッグウェイブ・アワード」の入賞をもたらした。
2010年、ローリーは、オーストラリア乳がん患者支援団体（Breast Cancer Australia）の資金を100万豪ドル増資するために、ジェットスキーのアシストなしに20フィートの波を捕らえることに関したチャリティ基金を設立した。
2011年7月にローリーは、クラウドブレイクで20フィートの波を捕えることに成功したが、目標としていた100万豪ドルには達しなかったため、翌2011-2012年シーズンのために50フィートへとハードルを引き上げた。